# Беккер, Людвиг
Людвиг Беккер (нем. Ludwig Becker; 23 июля 1873, Кронберг, Германия — 1961, Чикаго) — немецко-американский скрипач и дирижёр.
Окончил Консерваторию Хоха во Франкфурте-на-Майне (1891), ученик Хуго Хеермана. В 1894 году концертмейстер Оперы Кролля в Берлине. Затем по приглашению Теодора Томаса перебрался в США и в 1896—1910 гг. играл в Чикагском симфоническом оркестре, с 1904 г. вице-концертмейстер, в 1909—1910 гг. концертмейстер. Неоднократно выступал с оркестром как солист, играл также вторую скрипку в Чикагском струнном квартете (примариус Леопольд Крамер). В 1919—1922 гг. участник Чикагского трио, с Рудольфом Ройтером (фортепиано) и Карлом Брюкнером (виолончель). Преподавал в различных музыкальных школах Чикаго.
Наиболее известен как первый руководитель (1916—1933) Симфонического оркестра Трёх городов (ныне Симфонический оркестр Четырёх городов), обеспечивший более или менее стабильную работу постоянно действующего полноразмерного оркестра в очень небольшой агломерации.